# SPADE ACE
『SPADE ACE（スペードのエース）』は、1985年に発表されたRCサクセションのミュージック・ビデオ。

## 解説
川崎徹の企画・演出によるRCサクセションのビデオ。ライヴ・コンサート収録以外では唯一のビデオ作品である。
楽曲は当時の最新アルバム『HEART ACE』（ハートのエース）と、前作『FEEL SO BAD』から選曲されている。
シングル2曲以外はこのビデオの為に制作され、「横浜ベイ」では泉谷しげる、「海辺のワインディング・ロード」では三浦友和が友情出演している。「LONELY NIGHT (NEVER NEVER)」と「海辺のワインディング・ロード」はスタジオ・ライヴ、「DRIVE」「SKY PILOT」は別編集・ミックスで収録されている。

同時発売のシングル盤『スカイ・パイロット / LONELY NIGHT (NEVER NEVER)』はこのビデオ版からの収録。

## 収録曲
1. DRIVE
（作詞・作曲 - 忌野清志郎、春日博文）
2. LONELY NIGHT（NEVER NEVER）
（作詞・作曲 - 忌野清志郎）
3. 不思議
（作詞・作曲 - 忌野清志郎）
  - シングル曲のPV。当時、RCのスタッフだった三宅伸治が出演している
4. すべてはALRIGHT（YA BABY）
（作詞・作曲 - 忌野清志郎、春日博文）
  - シングル曲のPV。
5. 自由
（作詞・作曲 - 忌野清志郎）
6. 横浜ベイ
（作詞 - 忌野清志郎、作曲 - 忌野清志郎、小林和生）
7. 海辺のワインディング・ロード
（作詞・作曲 - 忌野清志郎）
8. SKY PILOT / スカイ・パイロット
（作詞 - 忌野清志郎、作曲 - 忌野清志郎、小林和生）